# Jockim Lang
Jockim Lang (Langh), född i Lübeck, död 7 april 1705 i Stockholm, var en tysk-svensk målare
Lang var gift första gången med Elisabet Jönsdotter och andra gången från 1693 med Brita Ratken och far till målaren Petter Lang. Han omnämns första gången i svenska handlingar 1653 då han i De la Gardies tjänst utförde målningsarbeten på Ekholms gård. År 1655 är han anlitad vid amiralitetet som medhjälpare till skeppsmålaren Karl Höjer. Omkring 1661 skaffade han sig privata målningsuppdrag i Stockholmstrakten och efter en stämning för bönhaseri lämnade han Stockholm. Han utförde 1662 en altartavla till Sunds kyrka på Åland. Man antar att han under sin tid på Åland utförde ett antal porträtt. Han återvände till Stockholm 1664 där han vann burskap som målare i staden 1676 och han omnämns som ålderman vid Stockholms målarämbete 1698–1702. Bouppteckningen efter Lang upptar ett sextiotal konterfej och landskapsmålningar varav några var utförda av hans bortgångne son. 